# IC 2062
IC 2062 — галактика типу * (зірка) у сузір'ї Жираф.
Цей об'єкт міститься в оригінальній редакції індексного каталогу.